# Pericoma balcanica
Pericoma balcanica är en tvåvingeart som beskrevs av Krek 1985. Pericoma balcanica ingår i släktet Pericoma och familjen fjärilsmyggor. Inga underarter finns listade i Catalogue of Life.